# Les Mémoires de Sherlock Holmes
Pour l’article homonyme, voir Sherlock Holmes (série télévisée, 1984).
Les Mémoires de Sherlock Holmes (The Memoirs of Sherlock Holmes), aussi traduit par Souvenirs de Sherlock Holmes, est un recueil de 12 nouvelles policières écrites par sir Arthur Conan Doyle, mettant en scène le détective privé Sherlock Holmes et son ami le docteur Watson.
Les nouvelles du recueil ont d'abord été publiées dans le Strand Magazine entre décembre 1892 et décembre 1893, avant d'être regroupées dans ce recueil. La première édition anglaise du recueil a été publiée en 1894.
Les Mémoires de Sherlock Holmes a été publié après le précédent recueil Les Aventures de Sherlock Holmes (1892). Il est suivi en 1901-1902 par la publication du roman Le Chien des Baskerville.

## Contenu
La première édition britannique du recueil ne contenait pas la nouvelle intitulée La Boîte en carton, bien que cette nouvelle ait été publiée comme les 11 autres dans le Strand Magazine auparavant. La première édition américaine contenait quant à elle les 12 nouvelles, mais les éditions suivantes ont à leur tour écarté La Boîte en carton. Aux États-Unis, cette nouvelle est désormais habituellement intégrée au recueil Son dernier coup d'archet et non dans le recueil des Mémoires.
| Titre français le plus courant | Titre d'origine                     | Publication dans le Strand Magazine |
| ------------------------------ | ----------------------------------- | ----------------------------------- |
| Flamme d'Argent                | Silver Blaze                        | décembre 1892                       |
| La Boîte en carton             | The Adventure of the Cardboard Box  | janvier 1893                        |
| La Figure jaune                | The Adventure of the Yellow Face    | février 1893                        |
| L'Employé de l'agent de change | The Stock-broker's Clerk            | mars 1893                           |
| Le Gloria Scott                | The Gloria Scott                    | avril 1893                          |
| Le Rituel des Musgrave         | The Musgrave Ritual                 | mai 1893                            |
| Les Propriétaires de Reigate   | The Adventure of the Reigate Squire | juin 1893                           |
| L'Estropié                     | The Adventure of the Crooked Man    | juillet 1893                        |
| Le Pensionnaire en traitement  | The Resident Patient                | août 1893                           |
| L'Interprète grec              | The Greek Interpreter               | Septembre 1893                      |
| Le Traité naval                | The Naval Treaty                    | octobre - novembre 1893             |
| Le Dernier Problème            | The Final Problem                   | décembre 1893                       |

## Hommages
George Orwell, dans le récit autobiographique , Dans la dèche à Paris et à Londres (chapitre VII), confie : « (…) je passais ma journée allongé sur mon lit, à lire Les Mémoires de Sherlock Holmes  ». 